# Balša Hercegović Hrvatinić
Balša Hercegović Hrvatinić (c. 1380-1416) fue un noble bosnio, que fue príncipe de Donji Kraji (1416).

## Biografía
Balša pertenecía a la familia noble Hrvatinić. Era hijo del duque Hrvoje Vukčić Hrvatinić; el primer compromiso de Balša se registró en 1398 cuando dirigió un ejército que conquistó Dubica. La función de mando implicaba una determinada edad. Por lo tanto, se puede suponer que en ese momento tenía unos 18 años. El año de su nacimiento se puede situar en 1380, por lo que se descarta la posibilidad de que su madre fuera Jelena Nelipčić, ya que solo se la menciona en su matrimonio con Hrvoje en 1401. Por lo tanto, Balša era el hijo de Hrvoje de un matrimonio anterior aunque se desconoce el nombre de su madre. Balša aparece en las fuentes en 1405 en una carta del rey Tvrtko II de Bosnia, en la cual se le menciona como Balša Hercegović y su apodo deriva del título de su padre. Fue admitido en las filas de la nobleza de Split en 1403, y dos años más tarde su padre le confió la administración de las islas de Brač, Hvar, Vis y Korčula. Aparentemente, permaneció en ese cargo hasta 1410. Después de ese año, no vuelve a ser mencionado en los informes de los notarios de Korčula. Es probable que Hrvoje le confiara el gobierno de Segest, desde donde un señor pidió en 1412 al rey húngaro Segismundo de Luxemburgo protección frente a él. Desde entonces, las actividades de Balša siguen siendo desconocidas. Sucedió a su padre, pero murió poco después en 1416.

## Familia
Balša tuvo dos hijas. Dorotea se casó primero con el príncipe Ivaniš de Blagaj y, después de su muerte en 1442, se casó con Martín Frankopan . En 1448 le entregó la ciudad de Kozara, sede del župa de Sana. Martín también gobernaba la župa de Vrbas, como se puede ver en su carta de 1455. La segunda hija de Balša se llamó Katarina. Estuvo casada con el noble Tvrtko Borovinić, quien aparece como testigo en las cartas de los reyes Ostoja y Tvrtko II. Después de la muerte de Hrvoje, el rey Ostoja se divorció de su esposa Kujava Radinović y se casó con Jelena Nelipčić. Con ello recuperó parte de los territorios que los croatas habían incluido en su dominio feudal.